# Problema de Thomson
El objetivo del problema de Thomson es determinar la configuración de energía potencial electrostática mínima de N electrones restringidos a la superficie de una esfera unitaria que se repelen entre sí con una fuerza dada por la Ley de Coulomb, el físico J. J. Thomson planteó el problema en 1904 después de proponer un modelo atómico, más tarde llamado modelo atómico de Thomson basado en su conocimiento de la existencia de electrones cargados negativamente dentro de átomos con carga neutra.
Los problemas relacionados incluyen el estudio de la geometría de la configuración de energía mínima y el estudio del comportamiento de N grande de la energía mínima.

## Enunciado matemático
El sistema físico incorporado por el problema de Thomson es un caso especial de uno de los dieciocho problemas matemáticos no resueltos propuestos por el matemático Steve Smale - "Distribución de puntos en las 2-esferas". La solución de cada problema de N-electrón se obtiene cuando la configuración de N-electrón restringida a la superficie de una esfera de radio unidad, {\displaystyle r=1}, produce un mínimo de energía potencial electrostática global, {\displaystyle U(N)}.
La energía de interacción electrostática que se produce entre cada par de electrones de cargas iguales ({\displaystyle e_{i}=e_{j}=e}, con {\displaystyle e} la carga eléctrica de un electrón) está dada por la Ley de Coulomb,
{\displaystyle U_{ij}(N)=k_{e}{e_{i}e_{j} \over r_{ij}}.}
Aquí, {\displaystyle k_{e}} es la constante de Coulomb y {\displaystyle r_{ij}=|\mathbf {r} _{i}-\mathbf {r} _{j}|} es la distancia entre cada par de electrones localizados en los puntos de la esfera definidos por vectores {\displaystyle \mathbf {r} _{i}} and {\displaystyle \mathbf {r} _{j}} respectivamente.
Las unidades simplificadas de {\displaystyle e=1} and {\displaystyle k_{e}=1} se usan sin pérdida de generalidad. Entonces,
{\displaystyle U_{ij}(N)={1 \over r_{ij}}.}
La energía potencial electrostática total de cada configuración de N-electrón se puede expresar como la suma de todas las interacciones por pares
{\displaystyle U(N)=\sum _{i<j}{\frac {1}{r_{ij}}}.}
La minimización global de {\displaystyle U(N)} sobre todas las colecciones posibles de N puntos distintos se encuentra típicamente mediante algoritmos de minimización numérica.

### Ejemplo
La solución del problema de Thomson para dos electrones se obtiene cuando ambos electrones están lo más separados posible en lados opuestos del origen, {\displaystyle r_{ij}=2r=2}, o
{\displaystyle U(2)={1 \over 2}.}

## Soluciones conocidas
Las configuraciones mínimas de energía han sido rigurosamente identificadas en solo unos pocos casos.
- Para N = 1, la solución es trivial ya que el electrón puede residir en cualquier punto de la superficie de la esfera de la unidad. La energía total de la configuración se define como cero ya que el electrón no está sujeto al campo eléctrico debido a otras fuentes de carga.
- Para N = 2, la configuración óptima consiste en electrones en puntos antipodales.
- Para N = 3, los electrones residen en los vértices de un triángulo equilátero alrededor de un gran círculo.[3]
- Para N = 4, los electrones residen en los vértices de un tetraedro regular.
- Para N = 5, una solución matemáticamente rigurosa asistida por computadora se informó en 2010 con electrones que residen en los vértices de una bipirámide triangular.[4]
- Para N = 6, los electrones residen en vértices de un octaedro regular.[5]
- Para N = 12, los electrones residen en los vértices de un icosaedro regular.[6]

En particular, las soluciones geométricas del problema de Thomson para N = 4, 6 y 12 electrones se conocen como sólidos platónicos cuyas caras son todos triángulos equiláteros congruentes, las soluciones numéricas para N = 8 y 20 no son las configuraciones poliédricas convexas regulares de los dos sólidos platónicos restantes, cuyas caras son cuadradas y pentagonales, respectivamente.

## Generalizaciones
También se puede pedir para los estados de fondo de las partículas interactúen con potenciales arbitrarios, para ser matemáticamente preciso, deje que f sea una función de valor real decreciente y defina la energía funcional.
{\displaystyle \sum _{i<j}f(|x_{i}-x_{j}|)}
Tradicionalmente, se considera {\displaystyle f(x)=x^{-\alpha }} también conocido como Riesz {\displaystyle \alpha }-kernels. Para los kernels integrales de Riesz, ver; para los kernels de Riesz no integrables, se cumple el teorema de bagel de semilla de amapola, ver. Los casos notables incluyen α = ∞, el problema de Tammes (embalaje); α = 1, el problema de Thomson; α = 0, el problema de Whyte (para maximizar el producto de las distancias).
También se pueden considerar configuraciones de N puntos en una esfera de mayor dimensión. Ver diseño esférico.

## Relaciones con otros problemas científicos
El problema de Thomson es una consecuencia natural del modelo atómico de Thomson en ausencia de su carga de fondo positiva uniforme.
Aunque la evidencia experimental llevó al abandono del modelo de pudín de ciruela de Thomson como un modelo atómico completo, las irregularidades observadas en soluciones energéticas numéricas del problema de Thomson se han encontrado para corresponderse con el llenado de capas de electrones en átomos naturales en toda la tabla periódica de los elementos.
El problema de Thomson también desempeña un papel en el estudio de otros modelos físicos, incluidas las burbujas multielectrópicas y el ordenamiento superficial de gotas metálicas líquidas confinadas en trampas Paul.
El problema generalizado de Thomson surge, por ejemplo, para determinar las disposiciones de las subunidades proteicas que comprenden las capas de virus esféricos. Las "partículas" en esta aplicación son agrupaciones de subunidades de proteínas dispuestas en un caparazón, otras realizaciones incluyen arreglos regulares de partículas coloidales en colloidosomas, propuestas para la encapsulación de ingredientes activos tales como fármacos, nutrientes o células vivas, patrones de fullerenos de átomos de carbono y la teoría TRePEV. Un ejemplo con interacciones logarítmicas de largo alcance es provisto por los vórtices Abrikosov que se formarían a bajas temperaturas en una capa metálica superconductora con un gran monopolo en el centro.

## Configuraciones de la energía conocida más pequeña
En la siguiente tabla {\displaystyle N} es el número de puntos (cargas) en una configuración, {\displaystyle E_{1}} es la energía, el tipo de simetría se da en notación Schönflies (ver Grupos de puntos en tres dimensiones), y {\displaystyle r_{i}} son las posiciones de los cargos. La mayoría de los tipos de simetría requieren que la suma vectorial de las posiciones (y, por lo tanto, el momento dipolar químico) sea cero.
Es costumbre considerar también el poliedro formado por la envolvente convexa de los puntos, por lo tanto, {\displaystyle v_{i}} es el número de vértices donde el número dado de bordes se encuentra, '{\displaystyle e} es el número total de bordes, {\displaystyle f_{3}} es el número de caras triangulares, {\displaystyle f_{4}} es el número de cuadriláteros caras y {\displaystyle \theta _{1}} es el ángulo más pequeño subtendido por vectores asociados con el par de carga más cercano. Tenga en cuenta que las longitudes de los bordes generalmente no son iguales; por lo tanto (excepto en los casos N = 4, 6, 12, 24) la envolvente convexa es topológicamente equivalente al poliedro uniforme o al sólido de Johnson listado en la última columna.
| N   | {\displaystyle E_{1}} | Simetría                     | {\displaystyle \left\|\sum \mathbf {r} _{i}\right\|} | {\displaystyle v_{3}} | {\displaystyle v_{4}} | {\displaystyle v_{5}} | {\displaystyle v_{6}} | {\displaystyle v_{7}} | {\displaystyle v_{8}} | {\displaystyle e} | {\displaystyle f_{3}} | {\displaystyle f_{4}} | {\displaystyle \theta _{1}} | Poliedro equivalente             |
| --- | --------------------- | ---------------------------- | ---------------------------------------------------- | --------------------- | --------------------- | --------------------- | --------------------- | --------------------- | --------------------- | ----------------- | --------------------- | --------------------- | --------------------------- | -------------------------------- |
| 2   | 0.500000000           | {\displaystyle D_{\infty h}} | 0                                                    | –                     | –                     | –                     | –                     | –                     | –                     | 1                 | –                     | –                     | 180.000°                    | Digone                           |
| 3   | 1.732050808           | {\displaystyle D_{3h}}       | 0                                                    | –                     | –                     | –                     | –                     | –                     | –                     | 3                 | 1                     | –                     | 120.000°                    | Triángulo                        |
| 4   | 3.674234614           | {\displaystyle T_{d}}        | 0                                                    | 4                     | 0                     | 0                     | 0                     | 0                     | 0                     | 6                 | 4                     | 0                     | 109.471°                    | Tetraedro                        |
| 5   | 6.474691495           | {\displaystyle D_{3h}}       | 0                                                    | 2                     | 3                     | 0                     | 0                     | 0                     | 0                     | 9                 | 6                     | 0                     | 90.000°                     | Bipirámide triangular            |
| 6   | 9.985281374           | {\displaystyle O_{h}}        | 0                                                    | 0                     | 6                     | 0                     | 0                     | 0                     | 0                     | 12                | 8                     | 0                     | 90.000°                     | Octaedro                         |
| 7   | 14.452977414          | {\displaystyle D_{5h}}       | 0                                                    | 0                     | 5                     | 2                     | 0                     | 0                     | 0                     | 15                | 10                    | 0                     | 72.000°                     | Bipirámide pentagonal            |
| 8   | 19.675287861          | {\displaystyle D_{4d}}       | 0                                                    | 0                     | 8                     | 0                     | 0                     | 0                     | 0                     | 16                | 8                     | 2                     | 71.694°                     | Antiprisma cuadrado              |
| 9   | 25.759986531          | {\displaystyle D_{3h}}       | 0                                                    | 0                     | 3                     | 6                     | 0                     | 0                     | 0                     | 21                | 14                    | 0                     | 69.190°                     | Prisma triangular triaumentado   |
| 10  | 32.716949460          | {\displaystyle D_{4d}}       | 0                                                    | 0                     | 2                     | 8                     | 0                     | 0                     | 0                     | 24                | 16                    | 0                     | 64.996°                     | Bipirámide cuadrada giroelongada |
| 11  | 40.596450510          | {\displaystyle C_{2v}}       | 0.013219635                                          | 0                     | 2                     | 8                     | 1                     | 0                     | 0                     | 27                | 18                    | 0                     | 58.540°                     | Icosaedro con borde cerrado      |
| 12  | 49.165253058          | {\displaystyle I_{h}}        | 0                                                    | 0                     | 0                     | 12                    | 0                     | 0                     | 0                     | 30                | 20                    | 0                     | 63.435°                     | Icosaedro                        |
| 13  | 58.853230612          | {\displaystyle C_{2v}}       | 0.008820367                                          | 0                     | 1                     | 10                    | 2                     | 0                     | 0                     | 33                | 22                    | 0                     | 52.317°                     |                                  |
| 14  | 69.306363297          | {\displaystyle D_{6d}}       | 0                                                    | 0                     | 0                     | 12                    | 2                     | 0                     | 0                     | 36                | 24                    | 0                     | 52.866°                     | Dipyramid hexagonal giroelongado |
| 15  | 80.670244114          | {\displaystyle D_{3}}        | 0                                                    | 0                     | 0                     | 12                    | 3                     | 0                     | 0                     | 39                | 26                    | 0                     | 49.225°                     |                                  |
| 16  | 92.911655302          | {\displaystyle T}            | 0                                                    | 0                     | 0                     | 12                    | 4                     | 0                     | 0                     | 42                | 28                    | 0                     | 48.936°                     |                                  |
| 17  | 106.050404829         | {\displaystyle D_{5h}}       | 0                                                    | 0                     | 0                     | 12                    | 5                     | 0                     | 0                     | 45                | 30                    | 0                     | 50.108°                     |                                  |
| 18  | 120.084467447         | {\displaystyle D_{4d}}       | 0                                                    | 0                     | 2                     | 8                     | 8                     | 0                     | 0                     | 48                | 32                    | 0                     | 47.534°                     |                                  |
| 19  | 135.089467557         | {\displaystyle C_{2v}}       | 0.000135163                                          | 0                     | 0                     | 14                    | 5                     | 0                     | 0                     | 50                | 32                    | 1                     | 44.910°                     |                                  |
| 20  | 150.881568334         | {\displaystyle D_{3h}}       | 0                                                    | 0                     | 0                     | 12                    | 8                     | 0                     | 0                     | 54                | 36                    | 0                     | 46.093°                     |                                  |
| 21  | 167.641622399         | {\displaystyle C_{2v}}       | 0.001406124                                          | 0                     | 1                     | 10                    | 10                    | 0                     | 0                     | 57                | 38                    | 0                     | 44.321°                     |                                  |
| 22  | 185.287536149         | {\displaystyle T_{d}}        | 0                                                    | 0                     | 0                     | 12                    | 10                    | 0                     | 0                     | 60                | 40                    | 0                     | 43.302°                     |                                  |
| 23  | 203.930190663         | {\displaystyle D_{3}}        | 0                                                    | 0                     | 0                     | 12                    | 11                    | 0                     | 0                     | 63                | 42                    | 0                     | 41.481°                     |                                  |
| 24  | 223.347074052         | {\displaystyle O}            | 0                                                    | 0                     | 0                     | 24                    | 0                     | 0                     | 0                     | 60                | 32                    | 6                     | 42.065°                     | Cubo romo                        |
| 25  | 243.812760299         | {\displaystyle C_{s}}        | 0.001021305                                          | 0                     | 0                     | 14                    | 11                    | 0                     | 0                     | 68                | 44                    | 1                     | 39.610°                     |                                  |
| 26  | 265.133326317         | {\displaystyle C_{2}}        | 0.001919065                                          | 0                     | 0                     | 12                    | 14                    | 0                     | 0                     | 72                | 48                    | 0                     | 38.842°                     |                                  |
| 27  | 287.302615033         | {\displaystyle D_{5h}}       | 0                                                    | 0                     | 0                     | 12                    | 15                    | 0                     | 0                     | 75                | 50                    | 0                     | 39.940°                     |                                  |
| 28  | 310.491542358         | {\displaystyle T}            | 0                                                    | 0                     | 0                     | 12                    | 16                    | 0                     | 0                     | 78                | 52                    | 0                     | 37.824°                     |                                  |
| 29  | 334.634439920         | {\displaystyle D_{3}}        | 0                                                    | 0                     | 0                     | 12                    | 17                    | 0                     | 0                     | 81                | 54                    | 0                     | 36.391°                     |                                  |
| 30  | 359.603945904         | {\displaystyle D_{2}}        | 0                                                    | 0                     | 0                     | 12                    | 18                    | 0                     | 0                     | 84                | 56                    | 0                     | 36.942°                     |                                  |
| 31  | 385.530838063         | {\displaystyle C_{3v}}       | 0.003204712                                          | 0                     | 0                     | 12                    | 19                    | 0                     | 0                     | 87                | 58                    | 0                     | 36.373°                     |                                  |
| 32  | 412.261274651         | {\displaystyle I_{h}}        | 0                                                    | 0                     | 0                     | 12                    | 20                    | 0                     | 0                     | 90                | 60                    | 0                     | 37.377°                     |                                  |
| 33  | 440.204057448         | {\displaystyle C_{s}}        | 0.004356481                                          | 0                     | 0                     | 15                    | 17                    | 1                     | 0                     | 92                | 60                    | 1                     | 33.700°                     |                                  |
| 34  | 468.904853281         | {\displaystyle D_{2}}        | 0                                                    | 0                     | 0                     | 12                    | 22                    | 0                     | 0                     | 96                | 64                    | 0                     | 33.273°                     |                                  |
| 35  | 498.569872491         | {\displaystyle C_{2}}        | 0.000419208                                          | 0                     | 0                     | 12                    | 23                    | 0                     | 0                     | 99                | 66                    | 0                     | 33.100°                     |                                  |
| 36  | 529.122408375         | {\displaystyle D_{2}}        | 0                                                    | 0                     | 0                     | 12                    | 24                    | 0                     | 0                     | 102               | 68                    | 0                     | 33.229°                     |                                  |
| 37  | 560.618887731         | {\displaystyle D_{5h}}       | 0                                                    | 0                     | 0                     | 12                    | 25                    | 0                     | 0                     | 105               | 70                    | 0                     | 32.332°                     |                                  |
| 38  | 593.038503566         | {\displaystyle D_{6d}}       | 0                                                    | 0                     | 0                     | 12                    | 26                    | 0                     | 0                     | 108               | 72                    | 0                     | 33.236°                     |                                  |
| 39  | 626.389009017         | {\displaystyle D_{3h}}       | 0                                                    | 0                     | 0                     | 12                    | 27                    | 0                     | 0                     | 111               | 74                    | 0                     | 32.053°                     |                                  |
| 40  | 660.675278835         | {\displaystyle T_{d}}        | 0                                                    | 0                     | 0                     | 12                    | 28                    | 0                     | 0                     | 114               | 76                    | 0                     | 31.916°                     |                                  |
| 41  | 695.916744342         | {\displaystyle D_{3h}}       | 0                                                    | 0                     | 0                     | 12                    | 29                    | 0                     | 0                     | 117               | 78                    | 0                     | 31.528°                     |                                  |
| 42  | 732.078107544         | {\displaystyle D_{5h}}       | 0                                                    | 0                     | 0                     | 12                    | 30                    | 0                     | 0                     | 120               | 80                    | 0                     | 31.245°                     |                                  |
| 43  | 769.190846459         | {\displaystyle C_{2v}}       | 0.000399668                                          | 0                     | 0                     | 12                    | 31                    | 0                     | 0                     | 123               | 82                    | 0                     | 30.867°                     |                                  |
| 44  | 807.174263085         | {\displaystyle O_{h}}        | 0                                                    | 0                     | 0                     | 24                    | 20                    | 0                     | 0                     | 120               | 72                    | 6                     | 31.258°                     |                                  |
| 45  | 846.188401061         | {\displaystyle D_{3}}        | 0                                                    | 0                     | 0                     | 12                    | 33                    | 0                     | 0                     | 129               | 86                    | 0                     | 30.207°                     |                                  |
| 46  | 886.167113639         | {\displaystyle T}            | 0                                                    | 0                     | 0                     | 12                    | 34                    | 0                     | 0                     | 132               | 88                    | 0                     | 29.790°                     |                                  |
| 47  | 927.059270680         | {\displaystyle C_{s}}        | 0.002482914                                          | 0                     | 0                     | 14                    | 33                    | 0                     | 0                     | 134               | 88                    | 1                     | 28.787°                     |                                  |
| 48  | 968.713455344         | {\displaystyle O}            | 0                                                    | 0                     | 0                     | 24                    | 24                    | 0                     | 0                     | 132               | 80                    | 6                     | 29.690°                     |                                  |
| 49  | 1011.557182654        | {\displaystyle C_{3}}        | 0.001529341                                          | 0                     | 0                     | 12                    | 37                    | 0                     | 0                     | 141               | 94                    | 0                     | 28.387°                     |                                  |
| 50  | 1055.182314726        | {\displaystyle D_{6d}}       | 0                                                    | 0                     | 0                     | 12                    | 38                    | 0                     | 0                     | 144               | 96                    | 0                     | 29.231°                     |                                  |
| 51  | 1099.819290319        | {\displaystyle D_{3}}        | 0                                                    | 0                     | 0                     | 12                    | 39                    | 0                     | 0                     | 147               | 98                    | 0                     | 28.165°                     |                                  |
| 52  | 1145.418964319        | {\displaystyle C_{3}}        | 0.000457327                                          | 0                     | 0                     | 12                    | 40                    | 0                     | 0                     | 150               | 100                   | 0                     | 27.670°                     |                                  |
| 53  | 1191.922290416        | {\displaystyle C_{2v}}       | 0.000278469                                          | 0                     | 0                     | 18                    | 35                    | 0                     | 0                     | 150               | 96                    | 3                     | 27.137°                     |                                  |
| 54  | 1239.361474729        | {\displaystyle C_{2}}        | 0.000137870                                          | 0                     | 0                     | 12                    | 42                    | 0                     | 0                     | 156               | 104                   | 0                     | 27.030°                     |                                  |
| 55  | 1287.772720783        | {\displaystyle C_{2}}        | 0.000391696                                          | 0                     | 0                     | 12                    | 43                    | 0                     | 0                     | 159               | 106                   | 0                     | 26.615°                     |                                  |
| 56  | 1337.094945276        | {\displaystyle D_{2}}        | 0                                                    | 0                     | 0                     | 12                    | 44                    | 0                     | 0                     | 162               | 108                   | 0                     | 26.683°                     |                                  |
| 57  | 1387.383229253        | {\displaystyle D_{3}}        | 0                                                    | 0                     | 0                     | 12                    | 45                    | 0                     | 0                     | 165               | 110                   | 0                     | 26.702°                     |                                  |
| 58  | 1438.618250640        | {\displaystyle D_{2}}        | 0                                                    | 0                     | 0                     | 12                    | 46                    | 0                     | 0                     | 168               | 112                   | 0                     | 26.155°                     |                                  |
| 59  | 1490.773335279        | {\displaystyle C_{2}}        | 0.000154286                                          | 0                     | 0                     | 14                    | 43                    | 2                     | 0                     | 171               | 114                   | 0                     | 26.170°                     |                                  |
| 60  | 1543.830400976        | {\displaystyle D_{3}}        | 0                                                    | 0                     | 0                     | 12                    | 48                    | 0                     | 0                     | 174               | 116                   | 0                     | 25.958°                     |                                  |
| 61  | 1597.941830199        | {\displaystyle C_{1}}        | 0.001091717                                          | 0                     | 0                     | 12                    | 49                    | 0                     | 0                     | 177               | 118                   | 0                     | 25.392°                     |                                  |
| 62  | 1652.909409898        | {\displaystyle D_{5}}        | 0                                                    | 0                     | 0                     | 12                    | 50                    | 0                     | 0                     | 180               | 120                   | 0                     | 25.880°                     |                                  |
| 63  | 1708.879681503        | {\displaystyle D_{3}}        | 0                                                    | 0                     | 0                     | 12                    | 51                    | 0                     | 0                     | 183               | 122                   | 0                     | 25.257°                     |                                  |
| 64  | 1765.802577927        | {\displaystyle D_{2}}        | 0                                                    | 0                     | 0                     | 12                    | 52                    | 0                     | 0                     | 186               | 124                   | 0                     | 24.920°                     |                                  |
| 65  | 1823.667960264        | {\displaystyle C_{2}}        | 0.000399515                                          | 0                     | 0                     | 12                    | 53                    | 0                     | 0                     | 189               | 126                   | 0                     | 24.527°                     |                                  |
| 66  | 1882.441525304        | {\displaystyle C_{2}}        | 0.000776245                                          | 0                     | 0                     | 12                    | 54                    | 0                     | 0                     | 192               | 128                   | 0                     | 24.765°                     |                                  |
| 67  | 1942.122700406        | {\displaystyle D_{5}}        | 0                                                    | 0                     | 0                     | 12                    | 55                    | 0                     | 0                     | 195               | 130                   | 0                     | 24.727°                     |                                  |
| 68  | 2002.874701749        | {\displaystyle D_{2}}        | 0                                                    | 0                     | 0                     | 12                    | 56                    | 0                     | 0                     | 198               | 132                   | 0                     | 24.433°                     |                                  |
| 69  | 2064.533483235        | {\displaystyle D_{3}}        | 0                                                    | 0                     | 0                     | 12                    | 57                    | 0                     | 0                     | 201               | 134                   | 0                     | 24.137°                     |                                  |
| 70  | 2127.100901551        | {\displaystyle D_{2d}}       | 0                                                    | 0                     | 0                     | 12                    | 50                    | 0                     | 0                     | 200               | 128                   | 4                     | 24.291°                     |                                  |
| 71  | 2190.649906425        | {\displaystyle C_{2}}        | 0.001256769                                          | 0                     | 0                     | 14                    | 55                    | 2                     | 0                     | 207               | 138                   | 0                     | 23.803°                     |                                  |
| 72  | 2255.001190975        | {\displaystyle I}            | 0                                                    | 0                     | 0                     | 12                    | 60                    | 0                     | 0                     | 210               | 140                   | 0                     | 24.492°                     |                                  |
| 73  | 2320.633883745        | {\displaystyle C_{2}}        | 0.001572959                                          | 0                     | 0                     | 12                    | 61                    | 0                     | 0                     | 213               | 142                   | 0                     | 22.810°                     |                                  |
| 74  | 2387.072981838        | {\displaystyle C_{2}}        | 0.000641539                                          | 0                     | 0                     | 12                    | 62                    | 0                     | 0                     | 216               | 144                   | 0                     | 22.966°                     |                                  |
| 75  | 2454.369689040        | {\displaystyle D_{3}}        | 0                                                    | 0                     | 0                     | 12                    | 63                    | 0                     | 0                     | 219               | 146                   | 0                     | 22.736°                     |                                  |
| 76  | 2522.674871841        | {\displaystyle C_{2}}        | 0.000943474                                          | 0                     | 0                     | 12                    | 64                    | 0                     | 0                     | 222               | 148                   | 0                     | 22.886°                     |                                  |
| 77  | 2591.850152354        | {\displaystyle D_{5}}        | 0                                                    | 0                     | 0                     | 12                    | 65                    | 0                     | 0                     | 225               | 150                   | 0                     | 23.286°                     |                                  |
| 78  | 2662.046474566        | {\displaystyle T_{h}}        | 0                                                    | 0                     | 0                     | 12                    | 66                    | 0                     | 0                     | 228               | 152                   | 0                     | 23.426°                     |                                  |
| 79  | 2733.248357479        | {\displaystyle C_{s}}        | 0.000702921                                          | 0                     | 0                     | 12                    | 63                    | 1                     | 0                     | 230               | 152                   | 1                     | 22.636°                     |                                  |
| 80  | 2805.355875981        | {\displaystyle D_{4d}}       | 0                                                    | 0                     | 0                     | 16                    | 64                    | 0                     | 0                     | 232               | 152                   | 2                     | 22.778°                     |                                  |
| 81  | 2878.522829664        | {\displaystyle C_{2}}        | 0.000194289                                          | 0                     | 0                     | 12                    | 69                    | 0                     | 0                     | 237               | 158                   | 0                     | 21.892°                     |                                  |
| 82  | 2952.569675286        | {\displaystyle D_{2}}        | 0                                                    | 0                     | 0                     | 12                    | 70                    | 0                     | 0                     | 240               | 160                   | 0                     | 22.206°                     |                                  |
| 83  | 3027.528488921        | {\displaystyle C_{2}}        | 0.000339815                                          | 0                     | 0                     | 14                    | 67                    | 2                     | 0                     | 243               | 162                   | 0                     | 21.646°                     |                                  |
| 84  | 3103.465124431        | {\displaystyle C_{2}}        | 0.000401973                                          | 0                     | 0                     | 12                    | 72                    | 0                     | 0                     | 246               | 164                   | 0                     | 21.513°                     |                                  |
| 85  | 3180.361442939        | {\displaystyle C_{2}}        | 0.000416581                                          | 0                     | 0                     | 12                    | 73                    | 0                     | 0                     | 249               | 166                   | 0                     | 21.498°                     |                                  |
| 86  | 3258.211605713        | {\displaystyle C_{2}}        | 0.001378932                                          | 0                     | 0                     | 12                    | 74                    | 0                     | 0                     | 252               | 168                   | 0                     | 21.522°                     |                                  |
| 87  | 3337.000750014        | {\displaystyle C_{2}}        | 0.000754863                                          | 0                     | 0                     | 12                    | 75                    | 0                     | 0                     | 255               | 170                   | 0                     | 21.456°                     |                                  |
| 88  | 3416.720196758        | {\displaystyle D_{2}}        | 0                                                    | 0                     | 0                     | 12                    | 76                    | 0                     | 0                     | 258               | 172                   | 0                     | 21.486°                     |                                  |
| 89  | 3497.439018625        | {\displaystyle C_{2}}        | 0.000070891                                          | 0                     | 0                     | 12                    | 77                    | 0                     | 0                     | 261               | 174                   | 0                     | 21.182°                     |                                  |
| 90  | 3579.091222723        | {\displaystyle D_{3}}        | 0                                                    | 0                     | 0                     | 12                    | 78                    | 0                     | 0                     | 264               | 176                   | 0                     | 21.230°                     |                                  |
| 91  | 3661.713699320        | {\displaystyle C_{2}}        | 0.000033221                                          | 0                     | 0                     | 12                    | 79                    | 0                     | 0                     | 267               | 178                   | 0                     | 21.105°                     |                                  |
| 92  | 3745.291636241        | {\displaystyle D_{2}}        | 0                                                    | 0                     | 0                     | 12                    | 80                    | 0                     | 0                     | 270               | 180                   | 0                     | 21.026°                     |                                  |
| 93  | 3829.844338421        | {\displaystyle C_{2}}        | 0.000213246                                          | 0                     | 0                     | 12                    | 81                    | 0                     | 0                     | 273               | 182                   | 0                     | 20.751°                     |                                  |
| 94  | 3915.309269620        | {\displaystyle D_{2}}        | 0                                                    | 0                     | 0                     | 12                    | 82                    | 0                     | 0                     | 276               | 184                   | 0                     | 20.952°                     |                                  |
| 95  | 4001.771675565        | {\displaystyle C_{2}}        | 0.000116638                                          | 0                     | 0                     | 12                    | 83                    | 0                     | 0                     | 279               | 186                   | 0                     | 20.711°                     |                                  |
| 96  | 4089.154010060        | {\displaystyle C_{2}}        | 0.000036310                                          | 0                     | 0                     | 12                    | 84                    | 0                     | 0                     | 282               | 188                   | 0                     | 20.687°                     |                                  |
| 97  | 4177.533599622        | {\displaystyle C_{2}}        | 0.000096437                                          | 0                     | 0                     | 12                    | 85                    | 0                     | 0                     | 285               | 190                   | 0                     | 20.450°                     |                                  |
| 98  | 4266.822464156        | {\displaystyle C_{2}}        | 0.000112916                                          | 0                     | 0                     | 12                    | 86                    | 0                     | 0                     | 288               | 192                   | 0                     | 20.422°                     |                                  |
| 99  | 4357.139163132        | {\displaystyle C_{2}}        | 0.000156508                                          | 0                     | 0                     | 12                    | 87                    | 0                     | 0                     | 291               | 194                   | 0                     | 20.284°                     |                                  |
| 100 | 4448.350634331        | {\displaystyle T}            | 0                                                    | 0                     | 0                     | 12                    | 88                    | 0                     | 0                     | 294               | 196                   | 0                     | 20.297°                     |                                  |
| 101 | 4540.590051694        | {\displaystyle D_{3}}        | 0                                                    | 0                     | 0                     | 12                    | 89                    | 0                     | 0                     | 297               | 198                   | 0                     | 20.011°                     |                                  |
| 102 | 4633.736565899        | {\displaystyle D_{3}}        | 0                                                    | 0                     | 0                     | 12                    | 90                    | 0                     | 0                     | 300               | 200                   | 0                     | 20.040°                     |                                  |
| 103 | 4727.836616833        | {\displaystyle C_{2}}        | 0.000201245                                          | 0                     | 0                     | 12                    | 91                    | 0                     | 0                     | 303               | 202                   | 0                     | 19.907°                     |                                  |
| 104 | 4822.876522746        | {\displaystyle D_{6}}        | 0                                                    | 0                     | 0                     | 12                    | 92                    | 0                     | 0                     | 306               | 204                   | 0                     | 19.957°                     |                                  |
| 105 | 4919.000637616        | {\displaystyle D_{3}}        | 0                                                    | 0                     | 0                     | 12                    | 93                    | 0                     | 0                     | 309               | 206                   | 0                     | 19.842°                     |                                  |
| 106 | 5015.984595705        | {\displaystyle D_{2}}        | 0                                                    | 0                     | 0                     | 12                    | 94                    | 0                     | 0                     | 312               | 208                   | 0                     | 19.658°                     |                                  |
| 107 | 5113.953547724        | {\displaystyle C_{2}}        | 0.000064137                                          | 0                     | 0                     | 12                    | 95                    | 0                     | 0                     | 315               | 210                   | 0                     | 19.327°                     |                                  |
| 108 | 5212.813507831        | {\displaystyle C_{2}}        | 0.000432525                                          | 0                     | 0                     | 12                    | 96                    | 0                     | 0                     | 318               | 212                   | 0                     | 19.327°                     |                                  |
| 109 | 5312.735079920        | {\displaystyle C_{2}}        | 0.000647299                                          | 0                     | 0                     | 14                    | 93                    | 2                     | 0                     | 321               | 214                   | 0                     | 19.103°                     |                                  |
| 110 | 5413.549294192        | {\displaystyle D_{6}}        | 0                                                    | 0                     | 0                     | 12                    | 98                    | 0                     | 0                     | 324               | 216                   | 0                     | 19.476°                     |                                  |
| 111 | 5515.293214587        | {\displaystyle D_{3}}        | 0                                                    | 0                     | 0                     | 12                    | 99                    | 0                     | 0                     | 327               | 218                   | 0                     | 19.255°                     |                                  |
| 112 | 5618.044882327        | {\displaystyle D_{5}}        | 0                                                    | 0                     | 0                     | 12                    | 100                   | 0                     | 0                     | 330               | 220                   | 0                     | 19.351°                     |                                  |
| 113 | 5721.824978027        | {\displaystyle D_{3}}        | 0                                                    | 0                     | 0                     | 12                    | 101                   | 0                     | 0                     | 333               | 222                   | 0                     | 18.978°                     |                                  |
| 114 | 5826.521572163        | {\displaystyle C_{2}}        | 0.000149772                                          | 0                     | 0                     | 12                    | 102                   | 0                     | 0                     | 336               | 224                   | 0                     | 18.836°                     |                                  |
| 115 | 5932.181285777        | {\displaystyle C_{3}}        | 0.000049972                                          | 0                     | 0                     | 12                    | 103                   | 0                     | 0                     | 339               | 226                   | 0                     | 18.458°                     |                                  |
| 116 | 6038.815593579        | {\displaystyle C_{2}}        | 0.000259726                                          | 0                     | 0                     | 12                    | 104                   | 0                     | 0                     | 342               | 228                   | 0                     | 18.386°                     |                                  |
| 117 | 6146.342446579        | {\displaystyle C_{2}}        | 0.000127609                                          | 0                     | 0                     | 12                    | 105                   | 0                     | 0                     | 345               | 230                   | 0                     | 18.566°                     |                                  |
| 118 | 6254.877027790        | {\displaystyle C_{2}}        | 0.000332475                                          | 0                     | 0                     | 12                    | 106                   | 0                     | 0                     | 348               | 232                   | 0                     | 18.455°                     |                                  |
| 119 | 6364.347317479        | {\displaystyle C_{2}}        | 0.000685590                                          | 0                     | 0                     | 12                    | 107                   | 0                     | 0                     | 351               | 234                   | 0                     | 18.336°                     |                                  |
| 120 | 6474.756324980        | {\displaystyle C_{s}}        | 0.001373062                                          | 0                     | 0                     | 12                    | 108                   | 0                     | 0                     | 354               | 236                   | 0                     | 18.418°                     |                                  |
| 121 | 6586.121949584        | {\displaystyle C_{3}}        | 0.000838863                                          | 0                     | 0                     | 12                    | 109                   | 0                     | 0                     | 357               | 238                   | 0                     | 18.199°                     |                                  |
| 122 | 6698.374499261        | {\displaystyle I_{h}}        | 0                                                    | 0                     | 0                     | 12                    | 110                   | 0                     | 0                     | 360               | 240                   | 0                     | 18.612°                     |                                  |
| 123 | 6811.827228174        | {\displaystyle C_{2v}}       | 0.001939754                                          | 0                     | 0                     | 14                    | 107                   | 2                     | 0                     | 363               | 242                   | 0                     | 17.840°                     |                                  |
| 124 | 6926.169974193        | {\displaystyle D_{2}}        | 0                                                    | 0                     | 0                     | 12                    | 112                   | 0                     | 0                     | 366               | 244                   | 0                     | 18.111°                     |                                  |
| 125 | 7041.473264023        | {\displaystyle C_{2}}        | 0.000088274                                          | 0                     | 0                     | 12                    | 113                   | 0                     | 0                     | 369               | 246                   | 0                     | 17.867°                     |                                  |
| 126 | 7157.669224867        | {\displaystyle D_{4}}        | 0                                                    | 0                     | 2                     | 16                    | 100                   | 8                     | 0                     | 372               | 248                   | 0                     | 17.920°                     |                                  |
| 127 | 7274.819504675        | {\displaystyle D_{5}}        | 0                                                    | 0                     | 0                     | 12                    | 115                   | 0                     | 0                     | 375               | 250                   | 0                     | 17.877°                     |                                  |
| 128 | 7393.007443068        | {\displaystyle C_{2}}        | 0.000054132                                          | 0                     | 0                     | 12                    | 116                   | 0                     | 0                     | 378               | 252                   | 0                     | 17.814°                     |                                  |
| 129 | 7512.107319268        | {\displaystyle C_{2}}        | 0.000030099                                          | 0                     | 0                     | 12                    | 117                   | 0                     | 0                     | 381               | 254                   | 0                     | 17.743°                     |                                  |
| 130 | 7632.167378912        | {\displaystyle C_{2}}        | 0.000025622                                          | 0                     | 0                     | 12                    | 118                   | 0                     | 0                     | 384               | 256                   | 0                     | 17.683°                     |                                  |
| 131 | 7753.205166941        | {\displaystyle C_{2}}        | 0.000305133                                          | 0                     | 0                     | 12                    | 119                   | 0                     | 0                     | 387               | 258                   | 0                     | 17.511°                     |                                  |
| 132 | 7875.045342797        | {\displaystyle I}            | 0                                                    | 0                     | 0                     | 12                    | 120                   | 0                     | 0                     | 390               | 260                   | 0                     | 17.958°                     |                                  |
| 133 | 7998.179212898        | {\displaystyle C_{3}}        | 0.000591438                                          | 0                     | 0                     | 12                    | 121                   | 0                     | 0                     | 393               | 262                   | 0                     | 17.133°                     |                                  |
| 134 | 8122.089721194        | {\displaystyle C_{2}}        | 0.000470268                                          | 0                     | 0                     | 12                    | 122                   | 0                     | 0                     | 396               | 264                   | 0                     | 17.214°                     |                                  |
| 135 | 8246.909486992        | {\displaystyle D_{3}}        | 0                                                    | 0                     | 0                     | 12                    | 123                   | 0                     | 0                     | 399               | 266                   | 0                     | 17.431°                     |                                  |
| 136 | 8372.743302539        | {\displaystyle T}            | 0                                                    | 0                     | 0                     | 12                    | 124                   | 0                     | 0                     | 402               | 268                   | 0                     | 17.485°                     |                                  |
| 137 | 8499.534494782        | {\displaystyle D_{5}}        | 0                                                    | 0                     | 0                     | 12                    | 125                   | 0                     | 0                     | 405               | 270                   | 0                     | 17.560°                     |                                  |
| 138 | 8627.406389880        | {\displaystyle C_{2}}        | 0.000473576                                          | 0                     | 0                     | 12                    | 126                   | 0                     | 0                     | 408               | 272                   | 0                     | 16.924°                     |                                  |
| 139 | 8756.227056057        | {\displaystyle C_{2}}        | 0.000404228                                          | 0                     | 0                     | 12                    | 127                   | 0                     | 0                     | 411               | 274                   | 0                     | 16.673°                     |                                  |
| 140 | 8885.980609041        | {\displaystyle C_{1}}        | 0.000630351                                          | 0                     | 0                     | 13                    | 126                   | 1                     | 0                     | 414               | 276                   | 0                     | 16.773°                     |                                  |
| 141 | 9016.615349190        | {\displaystyle C_{2v}}       | 0.000376365                                          | 0                     | 0                     | 14                    | 126                   | 0                     | 1                     | 417               | 278                   | 0                     | 16.962°                     |                                  |
| 142 | 9148.271579993        | {\displaystyle C_{2}}        | 0.000550138                                          | 0                     | 0                     | 12                    | 130                   | 0                     | 0                     | 420               | 280                   | 0                     | 16.840°                     |                                  |
| 143 | 9280.839851192        | {\displaystyle C_{2}}        | 0.000255449                                          | 0                     | 0                     | 12                    | 131                   | 0                     | 0                     | 423               | 282                   | 0                     | 16.782°                     |                                  |
| 144 | 9414.371794460        | {\displaystyle D_{2}}        | 0                                                    | 0                     | 0                     | 12                    | 132                   | 0                     | 0                     | 426               | 284                   | 0                     | 16.953°                     |                                  |
| 145 | 9548.928837232        | {\displaystyle C_{s}}        | 0.000094938                                          | 0                     | 0                     | 12                    | 133                   | 0                     | 0                     | 429               | 286                   | 0                     | 16.841°                     |                                  |
| 146 | 9684.381825575        | {\displaystyle D_{2}}        | 0                                                    | 0                     | 0                     | 12                    | 134                   | 0                     | 0                     | 432               | 288                   | 0                     | 16.905°                     |                                  |
| 147 | 9820.932378373        | {\displaystyle C_{2}}        | 0.000636651                                          | 0                     | 0                     | 12                    | 135                   | 0                     | 0                     | 435               | 290                   | 0                     | 16.458°                     |                                  |
| 148 | 9958.406004270        | {\displaystyle C_{2}}        | 0.000203701                                          | 0                     | 0                     | 12                    | 136                   | 0                     | 0                     | 438               | 292                   | 0                     | 16.627°                     |                                  |
| 149 | 10096.859907397       | {\displaystyle C_{1}}        | 0.000638186                                          | 0                     | 0                     | 14                    | 133                   | 2                     | 0                     | 441               | 294                   | 0                     | 16.344°                     |                                  |
| 150 | 10236.196436701       | {\displaystyle T}            | 0                                                    | 0                     | 0                     | 12                    | 138                   | 0                     | 0                     | 444               | 296                   | 0                     | 16.405°                     |                                  |
| 151 | 10376.571469275       | {\displaystyle C_{2}}        | 0.000153836                                          | 0                     | 0                     | 12                    | 139                   | 0                     | 0                     | 447               | 298                   | 0                     | 16.163°                     |                                  |
| 152 | 10517.867592878       | {\displaystyle D_{2}}        | 0                                                    | 0                     | 0                     | 12                    | 140                   | 0                     | 0                     | 450               | 300                   | 0                     | 16.117°                     |                                  |
| 153 | 10660.082748237       | {\displaystyle D_{3}}        | 0                                                    | 0                     | 0                     | 12                    | 141                   | 0                     | 0                     | 453               | 302                   | 0                     | 16.390°                     |                                  |
| 154 | 10803.372421141       | {\displaystyle C_{2}}        | 0.000735800                                          | 0                     | 0                     | 12                    | 142                   | 0                     | 0                     | 456               | 304                   | 0                     | 16.078°                     |                                  |
| 155 | 10947.574692279       | {\displaystyle C_{2}}        | 0.000603670                                          | 0                     | 0                     | 12                    | 143                   | 0                     | 0                     | 459               | 306                   | 0                     | 15.990°                     |                                  |
| 156 | 11092.798311456       | {\displaystyle C_{2}}        | 0.000508534                                          | 0                     | 0                     | 12                    | 144                   | 0                     | 0                     | 462               | 308                   | 0                     | 15.822°                     |                                  |
| 157 | 11238.903041156       | {\displaystyle C_{2}}        | 0.000357679                                          | 0                     | 0                     | 12                    | 145                   | 0                     | 0                     | 465               | 310                   | 0                     | 15.948°                     |                                  |
| 158 | 11385.990186197       | {\displaystyle C_{2}}        | 0.000921918                                          | 0                     | 0                     | 12                    | 146                   | 0                     | 0                     | 468               | 312                   | 0                     | 15.987°                     |                                  |
| 159 | 11534.023960956       | {\displaystyle C_{2}}        | 0.000381457                                          | 0                     | 0                     | 12                    | 147                   | 0                     | 0                     | 471               | 314                   | 0                     | 15.960°                     |                                  |
| 160 | 11683.054805549       | {\displaystyle D_{2}}        | 0                                                    | 0                     | 0                     | 12                    | 148                   | 0                     | 0                     | 474               | 316                   | 0                     | 15.961°                     |                                  |
| 161 | 11833.084739465       | {\displaystyle C_{2}}        | 0.000056447                                          | 0                     | 0                     | 12                    | 149                   | 0                     | 0                     | 477               | 318                   | 0                     | 15.810°                     |                                  |
| 162 | 11984.050335814       | {\displaystyle D_{3}}        | 0                                                    | 0                     | 0                     | 12                    | 150                   | 0                     | 0                     | 480               | 320                   | 0                     | 15.813°                     |                                  |
| 163 | 12136.013053220       | {\displaystyle C_{2}}        | 0.000120798                                          | 0                     | 0                     | 12                    | 151                   | 0                     | 0                     | 483               | 322                   | 0                     | 15.675°                     |                                  |
| 164 | 12288.930105320       | {\displaystyle D_{2}}        | 0                                                    | 0                     | 0                     | 12                    | 152                   | 0                     | 0                     | 486               | 324                   | 0                     | 15.655°                     |                                  |
| 165 | 12442.804451373       | {\displaystyle C_{2}}        | 0.000091119                                          | 0                     | 0                     | 12                    | 153                   | 0                     | 0                     | 489               | 326                   | 0                     | 15.651°                     |                                  |
| 166 | 12597.649071323       | {\displaystyle D_{2d}}       | 0                                                    | 0                     | 0                     | 16                    | 146                   | 4                     | 0                     | 492               | 328                   | 0                     | 15.607°                     |                                  |
| 167 | 12753.469429750       | {\displaystyle C_{2}}        | 0.000097382                                          | 0                     | 0                     | 12                    | 155                   | 0                     | 0                     | 495               | 330                   | 0                     | 15.600°                     |                                  |
| 168 | 12910.212672268       | {\displaystyle D_{3}}        | 0                                                    | 0                     | 0                     | 12                    | 156                   | 0                     | 0                     | 498               | 332                   | 0                     | 15.655°                     |                                  |
| 169 | 13068.006451127       | {\displaystyle C_{s}}        | 0.000068102                                          | 0                     | 0                     | 13                    | 155                   | 1                     | 0                     | 501               | 334                   | 0                     | 15.537°                     |                                  |
| 170 | 13226.681078541       | {\displaystyle D_{2d}}       | 0                                                    | 0                     | 0                     | 12                    | 158                   | 0                     | 0                     | 504               | 336                   | 0                     | 15.569°                     |                                  |
| 171 | 13386.355930717       | {\displaystyle D_{3}}        | 0                                                    | 0                     | 0                     | 12                    | 159                   | 0                     | 0                     | 507               | 338                   | 0                     | 15.497°                     |                                  |
| 172 | 13547.018108787       | {\displaystyle C_{2v}}       | 0.000547291                                          | 0                     | 0                     | 14                    | 156                   | 2                     | 0                     | 510               | 340                   | 0                     | 15.292°                     |                                  |
| 173 | 13708.635243034       | {\displaystyle C_{s}}        | 0.000286544                                          | 0                     | 0                     | 12                    | 161                   | 0                     | 0                     | 513               | 342                   | 0                     | 15.225°                     |                                  |
| 174 | 13871.187092292       | {\displaystyle D_{2}}        | 0                                                    | 0                     | 0                     | 12                    | 162                   | 0                     | 0                     | 516               | 344                   | 0                     | 15.366°                     |                                  |
| 175 | 14034.781306929       | {\displaystyle C_{2}}        | 0.000026686                                          | 0                     | 0                     | 12                    | 163                   | 0                     | 0                     | 519               | 346                   | 0                     | 15.252°                     |                                  |
| 176 | 14199.354775632       | {\displaystyle C_{1}}        | 0.000283978                                          | 0                     | 0                     | 12                    | 164                   | 0                     | 0                     | 522               | 348                   | 0                     | 15.101°                     |                                  |
| 177 | 14364.837545298       | {\displaystyle D_{5}}        | 0                                                    | 0                     | 0                     | 12                    | 165                   | 0                     | 0                     | 525               | 350                   | 0                     | 15.269°                     |                                  |
| 178 | 14531.309552587       | {\displaystyle D_{2}}        | 0                                                    | 0                     | 0                     | 12                    | 166                   | 0                     | 0                     | 528               | 352                   | 0                     | 15.145°                     |                                  |
| 179 | 14698.754594220       | {\displaystyle C_{1}}        | 0.000125113                                          | 0                     | 0                     | 13                    | 165                   | 1                     | 0                     | 531               | 354                   | 0                     | 14.968°                     |                                  |
| 180 | 14867.099927525       | {\displaystyle D_{2}}        | 0                                                    | 0                     | 0                     | 12                    | 168                   | 0                     | 0                     | 534               | 356                   | 0                     | 15.067°                     |                                  |
| 181 | 15036.467239769       | {\displaystyle C_{2}}        | 0.000304193                                          | 0                     | 0                     | 12                    | 169                   | 0                     | 0                     | 537               | 358                   | 0                     | 15.002°                     |                                  |
| 182 | 15206.730610906       | {\displaystyle D_{5}}        | 0                                                    | 0                     | 0                     | 12                    | 170                   | 0                     | 0                     | 540               | 360                   | 0                     | 15.155°                     |                                  |
| 183 | 15378.166571028       | {\displaystyle C_{1}}        | 0.000467899                                          | 0                     | 0                     | 12                    | 171                   | 0                     | 0                     | 543               | 362                   | 0                     | 14.747°                     |                                  |
| 184 | 15550.421450311       | {\displaystyle T}            | 0                                                    | 0                     | 0                     | 12                    | 172                   | 0                     | 0                     | 546               | 364                   | 0                     | 14.932°                     |                                  |
| 185 | 15723.720074072       | {\displaystyle C_{2}}        | 0.000389762                                          | 0                     | 0                     | 12                    | 173                   | 0                     | 0                     | 549               | 366                   | 0                     | 14.775°                     |                                  |
| 186 | 15897.897437048       | {\displaystyle C_{1}}        | 0.000389762                                          | 0                     | 0                     | 12                    | 174                   | 0                     | 0                     | 552               | 368                   | 0                     | 14.739°                     |                                  |
| 187 | 16072.975186320       | {\displaystyle D_{5}}        | 0                                                    | 0                     | 0                     | 12                    | 175                   | 0                     | 0                     | 555               | 370                   | 0                     | 14.848°                     |                                  |
| 188 | 16249.222678879       | {\displaystyle D_{2}}        | 0                                                    | 0                     | 0                     | 12                    | 176                   | 0                     | 0                     | 558               | 372                   | 0                     | 14.740°                     |                                  |
| 189 | 16426.371938862       | {\displaystyle C_{2}}        | 0.000020732                                          | 0                     | 0                     | 12                    | 177                   | 0                     | 0                     | 561               | 374                   | 0                     | 14.671°                     |                                  |
| 190 | 16604.428338501       | {\displaystyle C_{3}}        | 0.000586804                                          | 0                     | 0                     | 12                    | 178                   | 0                     | 0                     | 564               | 376                   | 0                     | 14.501°                     |                                  |
| 191 | 16783.452219362       | {\displaystyle C_{1}}        | 0.001129202                                          | 0                     | 0                     | 13                    | 177                   | 1                     | 0                     | 567               | 378                   | 0                     | 14.195°                     |                                  |
| 192 | 16963.338386460       | {\displaystyle I}            | 0                                                    | 0                     | 0                     | 12                    | 180                   | 0                     | 0                     | 570               | 380                   | 0                     | 14.819°                     |                                  |
| 193 | 17144.564740880       | {\displaystyle C_{2}}        | 0.000985192                                          | 0                     | 0                     | 12                    | 181                   | 0                     | 0                     | 573               | 382                   | 0                     | 14.144°                     |                                  |
| 194 | 17326.616136471       | {\displaystyle C_{1}}        | 0.000322358                                          | 0                     | 0                     | 12                    | 182                   | 0                     | 0                     | 576               | 384                   | 0                     | 14.350°                     |                                  |
| 195 | 17509.489303930       | {\displaystyle D_{3}}        | 0                                                    | 0                     | 0                     | 12                    | 183                   | 0                     | 0                     | 579               | 386                   | 0                     | 14.375°                     |                                  |
| 196 | 17693.460548082       | {\displaystyle C_{2}}        | 0.000315907                                          | 0                     | 0                     | 12                    | 184                   | 0                     | 0                     | 582               | 388                   | 0                     | 14.251°                     |                                  |
| 197 | 17878.340162571       | {\displaystyle D_{5}}        | 0                                                    | 0                     | 0                     | 12                    | 185                   | 0                     | 0                     | 585               | 390                   | 0                     | 14.147°                     |                                  |
| 198 | 18064.262177195       | {\displaystyle C_{2}}        | 0.000011149                                          | 0                     | 0                     | 12                    | 186                   | 0                     | 0                     | 588               | 392                   | 0                     | 14.237°                     |                                  |
| 199 | 18251.082495640       | {\displaystyle C_{1}}        | 0.000534779                                          | 0                     | 0                     | 12                    | 187                   | 0                     | 0                     | 591               | 394                   | 0                     | 14.153°                     |                                  |
| 200 | 18438.842717530       | {\displaystyle D_{2}}        | 0                                                    | 0                     | 0                     | 12                    | 188                   | 0                     | 0                     | 594               | 396                   | 0                     | 14.222°                     |                                  |
| 201 | 18627.591226244       | {\displaystyle C_{1}}        | 0.001048859                                          | 0                     | 0                     | 13                    | 187                   | 1                     | 0                     | 597               | 398                   | 0                     | 13.830°                     |                                  |
| 202 | 18817.204718262       | {\displaystyle D_{5}}        | 0                                                    | 0                     | 0                     | 12                    | 190                   | 0                     | 0                     | 600               | 400                   | 0                     | 14.189°                     |                                  |
| 203 | 19007.981204580       | {\displaystyle C_{s}}        | 0.000600343                                          | 0                     | 0                     | 12                    | 191                   | 0                     | 0                     | 603               | 402                   | 0                     | 13.977°                     |                                  |
| 204 | 19199.540775603       | {\displaystyle T_{h}}        | 0                                                    | 0                     | 0                     | 12                    | 192                   | 0                     | 0                     | 606               | 404                   | 0                     | 14.291°                     |                                  |
| 212 | 20768.053085964       | {\displaystyle I}            | 0                                                    | 0                     | 0                     | 12                    | 200                   | 0                     | 0                     | 630               | 420                   | 0                     | 14.118°                     |                                  |
| 214 | 21169.910410375       | {\displaystyle T}            | 0                                                    | 0                     | 0                     | 12                    | 202                   | 0                     | 0                     | 636               | 424                   | 0                     | 13.771°                     |                                  |
| 216 | 21575.596377869       | {\displaystyle D_{3}}        | 0                                                    | 0                     | 0                     | 12                    | 204                   | 0                     | 0                     | 642               | 428                   | 0                     | 13.735°                     |                                  |
| 217 | 21779.856080418       | {\displaystyle D_{5}}        | 0                                                    | 0                     | 0                     | 12                    | 205                   | 0                     | 0                     | 645               | 430                   | 0                     | 13.902°                     |                                  |
| 232 | 24961.252318934       | {\displaystyle T}            | 0                                                    | 0                     | 0                     | 12                    | 220                   | 0                     | 0                     | 690               | 460                   | 0                     | 13.260°                     |                                  |
| 255 | 30264.424251281       | {\displaystyle D_{3}}        | 0                                                    | 0                     | 0                     | 12                    | 243                   | 0                     | 0                     | 759               | 506                   | 0                     | 12.565°                     |                                  |
| 256 | 30506.687515847       | {\displaystyle T}            | 0                                                    | 0                     | 0                     | 12                    | 244                   | 0                     | 0                     | 762               | 508                   | 0                     | 12.572°                     |                                  |
| 257 | 30749.941417346       | {\displaystyle D_{5}}        | 0                                                    | 0                     | 0                     | 12                    | 245                   | 0                     | 0                     | 765               | 510                   | 0                     | 12.672°                     |                                  |
| 272 | 34515.193292681       | {\displaystyle I_{h}}        | 0                                                    | 0                     | 0                     | 12                    | 260                   | 0                     | 0                     | 810               | 540                   | 0                     | 12.335°                     |                                  |
| 282 | 37147.294418462       | {\displaystyle I}            | 0                                                    | 0                     | 0                     | 12                    | 270                   | 0                     | 0                     | 840               | 560                   | 0                     | 12.166°                     |                                  |
| 292 | 39877.008012909       | {\displaystyle D_{5}}        | 0                                                    | 0                     | 0                     | 12                    | 280                   | 0                     | 0                     | 870               | 580                   | 0                     | 11.857°                     |                                  |
| 306 | 43862.569780797       | {\displaystyle T_{h}}        | 0                                                    | 0                     | 0                     | 12                    | 294                   | 0                     | 0                     | 912               | 608                   | 0                     | 11.628°                     |                                  |
| 312 | 45629.313804002       | {\displaystyle C_{2}}        | 0.000306163                                          | 0                     | 0                     | 12                    | 300                   | 0                     | 0                     | 930               | 620                   | 0                     | 11.299°                     |                                  |
| 315 | 46525.825643432       | {\displaystyle D_{3}}        | 0                                                    | 0                     | 0                     | 12                    | 303                   | 0                     | 0                     | 939               | 626                   | 0                     | 11.337°                     |                                  |
| 317 | 47128.310344520       | {\displaystyle D_{5}}        | 0                                                    | 0                     | 0                     | 12                    | 305                   | 0                     | 0                     | 945               | 630                   | 0                     | 11.423°                     |                                  |
| 318 | 47431.056020043       | {\displaystyle D_{3}}        | 0                                                    | 0                     | 0                     | 12                    | 306                   | 0                     | 0                     | 948               | 632                   | 0                     | 11.219°                     |                                  |
| 334 | 52407.728127822       | {\displaystyle T}            | 0                                                    | 0                     | 0                     | 12                    | 322                   | 0                     | 0                     | 996               | 664                   | 0                     | 11.058°                     |                                  |
| 348 | 56967.472454334       | {\displaystyle T_{h}}        | 0                                                    | 0                     | 0                     | 12                    | 336                   | 0                     | 0                     | 1038              | 692                   | 0                     | 10.721°                     |                                  |
| 357 | 59999.922939598       | {\displaystyle D_{5}}        | 0                                                    | 0                     | 0                     | 12                    | 345                   | 0                     | 0                     | 1065              | 710                   | 0                     | 10.728°                     |                                  |
| 358 | 60341.830924588       | {\displaystyle T}            | 0                                                    | 0                     | 0                     | 12                    | 346                   | 0                     | 0                     | 1068              | 712                   | 0                     | 10.647°                     |                                  |
| 372 | 65230.027122557       | {\displaystyle I}            | 0                                                    | 0                     | 0                     | 12                    | 360                   | 0                     | 0                     | 1110              | 740                   | 0                     | 10.531°                     |                                  |
| 382 | 68839.426839215       | {\displaystyle D_{5}}        | 0                                                    | 0                     | 0                     | 12                    | 370                   | 0                     | 0                     | 1140              | 760                   | 0                     | 10.379°                     |                                  |
| 390 | 71797.035335953       | {\displaystyle T_{h}}        | 0                                                    | 0                     | 0                     | 12                    | 378                   | 0                     | 0                     | 1164              | 776                   | 0                     | 10.222°                     |                                  |
| 392 | 72546.258370889       | {\displaystyle I}            | 0                                                    | 0                     | 0                     | 12                    | 380                   | 0                     | 0                     | 1170              | 780                   | 0                     | 10.278°                     |                                  |
| 400 | 75582.448512213       | {\displaystyle T}            | 0                                                    | 0                     | 0                     | 12                    | 388                   | 0                     | 0                     | 1194              | 796                   | 0                     | 10.068°                     |                                  |
| 402 | 76351.192432673       | {\displaystyle D_{5}}        | 0                                                    | 0                     | 0                     | 12                    | 390                   | 0                     | 0                     | 1200              | 800                   | 0                     | 10.099°                     |                                  |
| 432 | 88353.709681956       | {\displaystyle D_{3}}        | 0                                                    | 0                     | 0                     | 24                    | 396                   | 12                    | 0                     | 1290              | 860                   | 0                     | 9.556°                      |                                  |
| 448 | 95115.546986209       | {\displaystyle T}            | 0                                                    | 0                     | 0                     | 24                    | 412                   | 12                    | 0                     | 1338              | 892                   | 0                     | 9.322°                      |                                  |
| 460 | 100351.763108673      | {\displaystyle T}            | 0                                                    | 0                     | 0                     | 24                    | 424                   | 12                    | 0                     | 1374              | 916                   | 0                     | 9.297°                      |                                  |
| 468 | 103920.871715127      | {\displaystyle S_{6}}        | 0                                                    | 0                     | 0                     | 24                    | 432                   | 12                    | 0                     | 1398              | 932                   | 0                     | 9.120°                      |                                  |
| 470 | 104822.886324279      | {\displaystyle S_{6}}        | 0                                                    | 0                     | 0                     | 24                    | 434                   | 12                    | 0                     | 1404              | 936                   | 0                     | 9.059°                      |                                  |

Según una conjetura, si {\displaystyle m=n+2} p es el poliedro formado por la envolvente convexa de m puntos, q es el número de caras cuadrilaterales de p, entonces la solución para m electrones es f(m): {\displaystyle f(m)=0^{n}+3n-q}